# Ryszarda Rurka
Ryszarda Krystyna Warzocha-Rurka (ur. 4 marca 1946 w Papenburgu, zm. 9 marca 2019 w Wołominie) – polska lekkoatletka, trzykrotna mistrzyni Polski.

## Kariera
Odnosiła największe sukcesy w skoku w dal i pięcioboju. Startowała w skoku w dal na pierwszych halowych mistrzostwach Europy w 1970 w Wiedniu, gdzie zajęła 12. miejsce. Zajęła 4. miejsce w tej konkurencji w finale Pucharu Europy w 1970 w Budapeszcie.
Zdobyła mistrzostwo Polski w skoku w dal i w sztafecie 4 × 100 metrów w 1966 oraz w pięcioboju w 1970, wicemistrzostwo w skoku w dal w 1968, 1969 i 1970, w sztafecie 4 × 100 metrów w 1965 i w pięcioboju w 1973 oraz brązowe medale w skoku w dal w 1967 i w sztafecie 4 × 100 metrów w 1968. Była również mistrzynią Polski w hali w pięcioboju w 1974.
W latach 1966–1973 wystąpiła w dwunastu meczach reprezentacji Polski, odnosząc 1 zwycięstwo indywidualne.
Była dwukrotną rekordzistką Polski w pięcioboju (do wyniku 4760 pkt. 7 sierpnia 1970 w Warszawie), a także raz w klubowej sztafecie 4 × 100 metrów (47,5 s 15 sierpnia 1965 w Szczecinie).
Rekordy życiowe:
| Konkurencja                     | Data i miejsce            | Wynik            |
| ------------------------------- | ------------------------- | ---------------- |
| bieg na 80 metrów przez płotki  | 4 czerwca 1967, Sofia     | 11,0             |
| bieg na 100 metrów przez płotki | 6 sierpnia 1970, Warszawa | 13,8             |
| skok w dal                      | 27 maja 1973, Warszawa    | 6,35             |
| pięciobój                       | 7 sierpnia 1970, Warszawa | 4760 / 4165 pkt. |

Była zawodniczką Skry Warszawa.